# Ramona Bachmann
Ramona Bachmann (* 25. Dezember 1990 in Malters) ist eine Schweizer Fussballspielerin.

## Karriere

### Vereine
Bachmann begann ihre Karriere im Alter von fünf Jahren beim FC Malters. Zuvor war sie das Maskottchen der von ihrem Vater trainierten Juniorenmannschaft des Vereins gewesen. Mit 13 Jahren kam sie in die U-18-Mannschaft des FC Malters und wurde 2005 Schweizer Meister und Cupsieger dieser Altersklasse. In der folgenden Saison war sie die jüngste Spielerin der Nationalliga B.
2006 wechselte sie zum amtierenden Meister SC LUwin.ch Luzern. Bis zur Winterpause der Saison 2006/07 führte sie die Torschützenliste an. Anfang 2007 unterschrieb sie einen Einjahresvertrag beim schwedischen Meister Umeå IK. 2010 wechselte sie in die WPS in die USA und stand dort im Team der Atlanta Beat. Zur Saison 2011 kehrte Bachmann zu Umeå IK zurück, spielte dort jedoch nur eine Saison und wechselte zur Saison 2012 zum damaligen schwedischen Meister LdB FC Malmö, der sich Ende 2014 in FC Rosengård umbenannte.
Am 26. August 2015 wechselte Bachmann zum deutschen Vize-Meister VfL Wolfsburg und erhielt einen bis 2018 gültigen Vertrag. Die Stürmerin wechselte nach eineinhalb Jahren bei Wolfsburg am 6. Dezember 2016 zum FC Chelsea. Am 3. Juli 2020 wurde bekannt, dass die Schweizerin Chelsea nach dreieinhalb Jahren verlässt und neu für Paris Saint-Germain spielen wird.
Nachdem sie bei PSG zunehmend seltener zum Einsatz gekommen war, wechselte Bachmann Anfang April 2024 zu Houston Dash in die National Women’s Soccer League. Sie erhielt einen Dreijahresvertrag.

### Nationalmannschaften
2006 nahm sie mit der Schweizer Auswahl an der U-20-Weltmeisterschaft in Russland teil, bei der sie eine der jüngsten Spielerinnen war. Wenige Wochen zuvor hatte sie nicht an der U-19-Europameisterschaft in der Schweiz teilnehmen dürfen, weil sie zu jung war.
Am 15. Juni 2007 debütierte sie in der Schweizer A-Nationalmannschaft. In der EM-Qualifikation 2013 erzielte sie elf Tore und war damit die beste Torschützin einer Mannschaft, die sich nicht qualifizieren konnte.
In der Qualifikation für die WM 2015 hatte sie acht Einsätze, in denen sie acht Tore erzielte und war damit drittbeste Torschützin ihrer Mannschaft, die sich erstmals für ein WM-Turnier qualifizieren konnte. Bei der WM kam sie in den drei Gruppenspielen, in denen sie drei Tore erzielte, sowie im mit 0:1 gegen die Gastgeberinnen zum Einsatz. Als eine von vier im Achtelfinal ausgeschiedenen europäischen Mannschaften nahm die Schweiz am Qualifikationsturnier für den letzten europäischen Startplatz bei den Olympischen Spielen 2016 teil. Bachmann kam in den drei Spielen zum Einsatz und erzielte beim 3:4 gegen die Niederländerinnen das letzte Tor. Als Gruppendritte verpassten die Schweizerinnen die Olympischen Spiele.
In der Qualifikation für die EM 2017 hatte sie sieben Einsätze, in denen sie vier Tore erzielte. Mit acht Siegen qualifizierten sich die Schweizerinnen zum zweiten Mal für eine EM-Endrunde, wo sie aber mit je einem Sieg, einem Remis und einer Niederlage als Gruppendritte ausschieden.
In der Qualifikation für die WM 2019 kam sie in zehn von zwölf Spielen zum Einsatz, scheiterte aber letztlich mit ihrer Mannschaft in den Playoffs der Gruppenzweiten an Europameister Niederlande.
Bachmann nahm an der EM 2022 teil und stand in allen drei Gruppenspielen in der Startformation der Schweizerinnen. Im zweiten Spiel gegen Schweden erzielte sie den zwischenzeitlichen Ausgleichstreffer zum 1:1. Das Spiel ging schliesslich 1:2 verloren. Die Schweiz schied nach der Vorrunde aus.
Sie nahm auch an der Weltmeisterschaft 2023 teil und stand in allen vier Spielen in der Startformation. Im ersten Spiel gegen die Philippinen erzielte sie das 1:0 mittels Elfmeter und wurde zur Spielerin des Spiels gewählt. Die Schweiz schied im Achtelfinal aus.

## Titel und Auszeichnungen
- Schwedische Meisterin mit Umeå IK 2007, 2008
- Schwedische Meisterin mit LdB FC Malmö / FC Rosengård 2013, 2014
- Schweizer Meisterin (U-19-Juniorinnen) 2005
- Schweizer Cupsiegerin (U-19-Juniorinnen) 2005
- Schweizer Fussballerin des Jahres 2009, 2015, 2019
- Deutsche Meisterin 2017
- Deutsche Cupsiegerin 2017
- Englische Cupsiegerin 2017/18
- WSL-Cup-Siegerin 2019/20
- Englische Meisterin 2017, 2018, 2020

## Persönliches
Im Juni 2015 hatte Bachmann ihr Coming-out. Von 2018 bis 2021 war sie in einer Beziehung mit der Schweizer Nationalmannschaftskollegin Alisha Lehmann. Seit Juni 2023 ist Bachmann mit der Tänzerin Charlotte Baret verheiratet.        Im Mai 2025 wurden die beiden Eltern eines Sohnes.